# Amolops torrentis
Amolops torrentis е вид жаба от семейство Водни жаби (Ranidae). Видът е световно застрашен, със статут Уязвим.

## Разпространение
Разпространен е в Китай.

## Описание
Популацията на вида е намаляваща.